# Himantopus leucocephalus
Himantopus leucocephalus és un camallarga, per tant un ocell de la família dels recurviròstrids (Recurvirostridae) sovint considerat una subespècie del camallarga comú. Habita aiguamolls, llacs, rius i estuaris de les illes de la Sonda, Sulawesi, Moluques, Nova Guinea i illes properes, Arxipèlag de Bismarck, Austràlia, Tasmània i Nova Zelanda.